# Alfred Grengg
Alfred „Zapfl“ Grengg (* 26. März 1920 in Graz; † 25. Oktober 2008 ebenda) war ein österreichischer Pädagoge und Sportfunktionär.

## Leben und Wirken
Alfred Grengg wurde am 26. März 1920 in Graz geboren und absolvierte hier die Volks- und Mittelschule. Im Jahre 1938 rückte er als Freiwilliger zur Deutschen Luftwaffe ein und kehrte im Jahre 1945 als ehemaliger Ordonnanzoffizier in der 4. Fallschirmdivision in seine Heimatstadt zurück. Nach seiner Rückkehr begann er die Universitätsstudien in Geographie und Leibesübungen, die er im Juni 1948 mit sehr gutem Erfolg abschloss. Ein Jahr später, im Herbst 1949, nahm Grengg seine Lehrtätigkeit an der BULME Graz-Gösting auf und war dort bis zu seiner Pensionierung im Alter von 60 Jahren im April 1980 als Mittelschullehrer tätig.
Parallel zu seiner pädagogischen Laufbahn war Grengg, vor allem nach dem Zweiten Weltkrieg, ehrenamtlich im steirischen Sport tätig. Er war nicht nur Spitzenfunktionär im Lehrgangswesen oder Initiator moderner Trainingsmethoden, sondern auch Gründer von Sportfachverbänden und als Obmann bedeutender Grazer Sportvereine, wie zum Beispiel dem Grazer AK. Weiters stand er an der Spitze der steirischen Fitnessbewegung und des Seniorensports. Jahrzehntelang warb er für seine Heimatstadt durch internationale Großveranstaltungen. Bereits im Jahre 1946 half er beim Bau eines Basketball-Freiplatzes auf den Gründen des Universitätsplatzes in Graz mit. Zu dieser Zeit gehörte er bereits seit mehreren Jahren der Handballsektion des Grazer Athletikklubs an.
Als erster Grazer Verein beschloss der Grazer AK im Jahre 1950 die Gründung einer Basketballsektion; Initiator und erster Sektionsleiter war hierbei Alfred Grengg, der zudem auch neben Hermann Hifler, Ernst Albegger, Fritz Strasser, Arnulf Pilhatsch, Uli Oberhammer, Toni Bouvier, Till Schneider und Franz Forster einer der ersten Spieler der Mannschaft war. Vor allem im ersten Jahrzehnt dominierte der GAK die Basketball-Meisterschaft; so gingen bis 1959 alle Titel an das Herrenteam des Grazer AK. Grengg, der an der BULME unter anderem als Turnprofessor fungierte, war bemüht Basketball in Graz – vor allem unter Schülern und Studenten – populär zu machen. Einer seiner Mitstreiter bei der Förderung des Basketballsports in der Steiermark war Kurt Stukart, Grenggs Mannschaftskollege bei den Handballern des GAK. Jahrzehntelang setzte sich Grengg für den steirischen Sport und hierbei vor allem für Basketball ein.
Des Weiteren war Fred Grengg Mitglied des Zentralausschusses für Lehrer an berufsbildenden Schulen und hatte zudem leitende Funktionen innerhalb der freiheitlichen Partei inne. Außerdem bemühte er sich im Rahmen der Landessportorganisation (LSO) um die Erstellung eines Entwicklungsprogramms für das Sportwesen in der Steiermark. Im Laufe seines Lebens wurde er mehrfach geehrt; Bund, Land und Stadt würdigten seine Leistungen durch die Verleihung des Goldenen Verdienstzeichens der Republik Österreich im Mai 1974, des Ehrenringes der Landessportorganisation im Oktober 1975 und des Ehrenzeichens der Stadt Graz für Verdienste um den Sport im August 1981. Mit Gemeinderatsbeschluss vom 18. November 1982 erfolgte Grenggs Ernennung zum Bürger der Stadt Graz. Darüber hinaus war der Oberstudienrat zuletzt auch Ehrenpräsident des GAK-Basketball und gehörte bis zu seinem Tod der Grazer Turnerschaft an.
Am 25. Oktober 2008 starb Grengg im Alter von 88 Jahren und wurde am Zentralfriedhof Graz beerdigt.

## Schriften (Auswahl)
- Alfred Grengg: Dr. Armin Arbeiter – der erfolgreiche Sportpionier. In: Grazer AK (Hrsg.): GAK 61. Folge 3. Graz 1. März 1961, S. 73.